# Канеда Кадзуя
Канеда Кадзуя (5 листопада 1987) — японський плавець.
Учасник Олімпійських Ігор 2012 року.
Чемпіон світу з плавання на короткій воді 2012 року.